# Miconia zubenetana
Miconia zubenetana är en tvåhjärtbladig växtart som beskrevs av James Francis Macbride. Miconia zubenetana ingår i släktet Miconia och familjen Melastomataceae. Inga underarter finns listade i Catalogue of Life.